# Jean-Jacques Goldman (album, 1982)
Pour les articles homonymes, voir Jean-Jacques Goldman (album).
Albums de Jean-Jacques Goldman
Jean-Jacques Goldman (Démodé)
(1981) Positif
(1984)
Singles
1. Quand la musique est bonne / Veiller tard
Sortie : octobre 1982
2. Comme toi / Être le premier
Sortie : février 1983
3. Au bout de mes rêves / Jeanine Médicament blues
Sortie : juin 1983

Le deuxième album de Jean-Jacques Goldman est sorti en 1982. Il a été certifié triple disque de platine en 2001 pour plus de 900 000 exemplaires vendus.
Une version remasterisée de cet album est sortie en 2013.
Jean-Jacques Goldman souhaitait l'intituler Minoritaire, ce que sa maison de disques a refusé. Seul le nom de l'artiste apparaît donc sur la pochette, même s'il y est souvent fait référence sous les titres Minoritaire ou Quand la musique est bonne (du nom de la chanson la plus connue de l'album).

## Historique
Jean-Jacques Goldman avait déjà connu le succès l'année précédente avec Il suffira d'un signe, mais s'était attaché à travailler sa voix et sa tessiture un peu trop élevée, afin de mieux les placer. L'effort s'en ressent sur ce deuxième album, porté par une série de succès aujourd'hui incontournables de l'artiste : Quand la musique est bonne, Au bout de mes rêves, Comme toi. 
L'album est riche d'influences musicales du chanteur par ailleurs grand instrumentiste (guitares électriques et acoustiques, ainsi que claviers) : la présence de Norbert Krief dit « Nono », guitariste du groupe de hard-rock Trust, redynamise un rock imprégné d'Eric Clapton et Jimi Hendrix.
Au niveau des textes, Goldman s'impose comme un personnage soucieux d'humanisme : dans Comme toi, il évoque une petite fille juive tuée dans le ghetto de Varsovie par les nazis.
Indiscutablement, cet album (qui obtient le prix Diamant de la chanson française en 1982) rattache Goldman aux chanteurs des années 1980 à la conscience citoyenne : Alain Souchon, Michel Berger, mais surtout Renaud et Daniel Balavoine. Le chanteur n'en demeure pas moins écorné (pour ne pas dire « massacré ») par les critiques rock qui ne comprennent ni son style, ni ses mots et encore moins sa simplicité d'« anti-star ».

## Titres
| No  | Titre                          | Durée |
| --- | ------------------------------ | ----- |
| 1.  | Au bout de mes rêves           | 3:54  |
| 2.  | Comme toi                      | 4:17  |
| 3.  | Toutes mes chaînes             | 4:28  |
| 4.  | Jeanine médicament blues       | 4:12  |
| 5.  | Veiller tard                   | 3:49  |
| 6.  | Quand la musique est bonne     | 3:43  |
| 7.  | Je ne vous parlerai pas d'elle | 4:24  |
| 8.  | Être le premier                | 3:51  |
| 9.  | Si tu m'emmènes                | 3:34  |
| 10. | Minoritaire                    | 4:38  |
| 11. | Quand la bouteille est vide    | 0:57  |

## Vidéoclips (DVD)
1. Quand la musique est bonne (Clip officiel) - 3:38
2. Comme toi (Clip officiel) - 4:21
3. Au bout de mes rêves (Clip officiel) - 3:38

Premier clip  réalisé par  Bernard Schmitt

## Personnel
- Jean-Jacques Goldman : chant, chœurs, guitares électriques et acoustiques, claviers, violon
- Guy Delacroix : basse
- Christophe Deschamps : batterie
- Patrice Tison : guitares électriques
- Claude Engel : guitares électriques et acoustiques
- Jean-Yves D'Angelo : claviers
- Georges Rodi : synthétiseurs
- Marc Chantereau : percussions
- Philippe Herpin : saxophone
- Patrick Bourgoin : saxophone
- Albane et Guy Alcalay : chœurs
- Jean-Pierre Janiaud : chœurs
- Norbert Krief : guitares électriques sur Minoritaire et Jeanine médicament blues
- Patrice Mondon : violon sur Comme toi
- Ramon Roche : piano sur Minoritaire

## Classement
| Classement (1983) | Meilleure position |
| ----------------- | ------------------ |
| France (SNEP)     | 3                  |

## Certifications
| Année | Ventes  | Certification |
| ----- | ------- | ------------- |
| 1983  | 300 000 | Platine       |
| 1991  | 600 000 | 2 × Platine   |
| 2001  | 900 000 | 3 × Platine   |